# Deviazioni elettriche
Deviazioni elettriche è il secondo album del rocker italiano Ghibli.
Testi e musiche: Cristofaro Pascale eccetto Impressioni di settembre (testo di G. Rapetti, M. Pagani - musica di F. Mussida) e Visioni (testo di G. D'Adamo - musica di G. P. Reverberi, V. De Scalzi, D. Di Palo)
Arrangiamenti: Cristofaro Pascale
Edizioni musicali: Blond Records, Roma - 2005, Impressioni di settembre (Universal/Warner Chappel, Milano) e Visioni (BMG Ricordi, Roma)

## Tracce
1. Mondo straniero – 3:27
2. Vorrei – 3:37
3. Deviazioni elettriche – 3:38
4. Grande figlio della terra – 3:56
5. Vivrai – 4:14
6. Percezione – 3:58
7. Impressioni di settembre – 4:43
8. Oro caldo – 4:21
9. Visioni – 4:36
10. Sogno in autostrada – 3:59